# Yamuna
Yamuna (også Jamuna) er en stor flod i det nordlige Indien med en længde på ca. 1370 km. Floden er den største biflod til Ganges. 
Yamuna udspringer ved Yamunotri i Uttarakhand (tidligere benævnt Uttaranchal) nord for Haridwar i den indiske del af Himalaya. Den flyder gennem staterne Delhi, Haryana og Uttar Pradesh, før den flyder sammen med Ganges ved Allahabad. 
Byerne Delhi, Mathura og Agra ligger ved flodens bredder. Ved Agra passerer Yamuna tæt forbi det legendariske Taj Mahal og Agra Fort.
Der er geologiske indikationer på at Yamuna oprindelig flød mod sydvest og mundede ud i Ghaggar floden, der flyder gennem Thar-ørkenen vest for Jaisalmer. Tektoniske forandringer i Himalaya ændrede senere Yamunas øvre løb, hvorefter floden ændrede retning og derefter flød mod sydøst og tilsluttede sig Ganges.
Ved byen Prayag nær Allahabad hvor Yamuna flyder sammen med Ganges afholdes med omkring 12 års mellemrum hinduernes vigtigste valfartsfest Kumbh Mela, som tiltrækker millioner af deltagere.
- Wikimedia Commons har flere filer relateret til Yamuna

31°01′21″N 78°27′18″Ø / 31.0225°N 78.455°Ø